# Phare sud de Fair Isle
Le phare sud de Fair Isle ou phare de Skadan est un phare situé au sud de Fair Isle. Cette île, se trouvant entre les Orcades au sud et les Shetland au nord, est l'une des îles isolées de l'archipel des Shetland en Écosse.
Ce phare est géré par le Northern Lighthouse Board (NLB) à Édimbourg,l'organisation de l'aide maritime des côtes de l'Écosse.

## Histoire
Le phare a été conçu par les ingénieurs civils écossais David Alan Stevenson et Charles Alexander Stevenson et mis en service le 1er novembre 1892. C'est une tour ronde en maçonnerie de 26 m de haut, avec galerie et lanterne, attenante à des maisons de gardiens d'un étage et des bâtiments annexes, entourée par un mur de pierre. La station est peinte en blanc et la lanterne est noire. Elle est placée sud-est de l'île. Une corne de brume est toujours active.
La lentille de Fresnel originale est exposée au Musée national d'Écosse à Édimbourg. Trois membres des familles des gardiens ont été tués sur la station pendant des attaques aériennes allemandes en 1941 et, en 1942 des bâtiments ont subi des dégâts significatifs. Depuis 2013, la Fair Isle Lighthouse Society organise des visites du phare.

## Identifiants
ARLHS : SCO-079 - Amirauté : A3750 - NGA : 3312.

### Liens connexes
- Liste des phares en Écosse
- Phare nord de Fair Isle